# Carry On (Kansas)
Carry On è  la seconda album di raccolta del gruppo rock progressivo statunitense Kansas, pubblicato nel 1992.

## Tracce
1. Carry On Wayward Son (Remixed version) – 5:22
2. What's On My Mind – 3:11
3. The Wall – 3:40
4. Dust in the Wind – 3:27
5. Can I Tell You – 3:47
6. People of the South Wind – 4:19
7. It Takes a Woman's Love – 3:52
8. Child of innocence
9. Two Cents Worth – 3:26
10. On the Other Side – 4:49